# Sección de las Sabanas
La sección de las Sabanas (section des Savanes en francés), es una división administrativa francesa, que está situada en el departamento de ultramar de Guayana Francesa y la región de Guyana Francesa.

## Historia
A principios de 2015 en aplicación de la Ley n.º 2011-884, de 27 de julio de 2011, relativa a las colectividades de Guayana Francesa y Martinica, el Consejo Regional de Guayana Francesa y el Consejo departamental de Guayana Francesa, se fusionaron en una Colectividad única de Guayana Francesa, al estar dotada de una asamblea de electos, denominada Asamblea de Guayana Francesa, formada por 51 miembros que son elegidos entre las ocho secciones creadas a tal efecto en sustitución de los cantones, que fueron suprimidos por innecesarios.
La Sección de las Sabanas fue creada en aplicación de dicha Ley y específicamente de su artículo 8.º, apartado L558-3,, siendo formado por la unión de cuatro comunas: las dos comunas del antiguo cantón de Sinnamary, la comuna del cantón de Iracoubo y la comuna del cantón de Kourou.

## Composición
La sección de las Sabanas comprende las cuatro comunas siguientes
| Comuna     | Cantón anterior | Distrito |
| ---------- | --------------- | -------- |
| Iracoubo   | Iracoubo        | Cayena   |
| Kourou     | Kourou          | Cayena   |
| Saint-Élie | Sinnamary       | Cayena   |
| Sinnamary  | Sinnamary       | Cayena   |